# MTM Enterprises
A MTM Enterprises (também conhecida como MTM Enterprises, Inc.) foi uma empresa produtora independente estadunidense fundada em 1969 por Mary Tyler Moore e seu então marido Grant Tinker para produzir a série The Mary Tyler Moore Show para a rede de televisão CBS. O nome da empresa é uma acrônimo das iniciais de Mary Tyler Moore.
MTM produziu uma série de bem-sucedidos programas de televisão durante a década de 1970 e 1980. Seu logotipo mostra um gato laranja, chamado Mimsie em uma paródia de Leo the Lion, da logomarca da Metro-Goldwyn-Mayer. 
Por muitos anos, a MTM foi parceira da CBS e co-proprietária do CBS Studio Center, em Studio City, Califórnia, onde a maioria dos seus programas e seriados eram gravados. A maioria das suas séries foram exibidas pela própria CBS até o início da década de 1980. Depois de ter sido uma produtora independente por vários anos, a MTM foi vendido em 1990 para a empresa britânica TVS Entertainment. Em 1992, foi vendida novamente para a International Family Entertainment, pertencente a Pat Robertson.[carece de fontes?]
Em 1993, a MTM co-produziu, junto com a Lynch Productions e a CBS, uma versão estadunidense do programa de televisão brasileiro Xou da Xuxa, intitulada Xuxa e exibida pelo The Family Channel entre 1993 e 1996 nos Estados Unidos, totalizando 65 episódios. O programa era todo apresentado em inglês e foram feitas versões de grandes sucessos da apresentadora Xuxa como “O Xou da Xuxa Começou” e “Dança da Xuxa”. 
A MTM foi extinta em 19 de maio de 1998 quando foi vendida para a 20th Century Fox Television. Hoje, os direitos das produções da MTM são de propriedade da The Walt Disney Company.